# Георгіївський монастир на Козацьких Могилах
Свя́то-Гео́ргіївський чолові́чий монасти́р на Коза́цьких Моги́лах в с. Пляшева (Радивилівський район, Рівненська область), вул. Козацької слави, 26.

## Історія Козацьких Могил
Як міцна та неприступна фортеця стоїть свята обитель на острові  Журавлиха в  с. Пляшева на Рівненщині. Але зовсім не фортифікаційне значення монастиря приваблює своєю історією. У 1914 р. тут було облаштовано та уквітчано найбільшу в Україні могилу козаків та селян, що загинули під час Берестецької битви 1651 р. Так було покладено початок створенню духовно-меморіального комплексу «Козацькі могили».
За кількістю війська, Берестецька битва була найбільшою в європейській історії до кінця XIX ст.: загальна кількість учасників перебільшувала 300 тисяч. У битві брали участь козацьке військо Богдана Хмельницького (підтримане повстанцями-селянами) і польське військо короля Яна ІІ Казимира. Через зрадництво союзників-татар, сам гетьман опинився в полоні, а його військо — в оточенні поляків. Трагічна для козаків доля битви була передбачена, але наказний гетьман Іван Богун вивів козаків з оточення і врятував 100-тисячне військо. Ціна за цей порятунок була велика — близько 10 тисяч козаків загинуло під Берестечком…
У Берестецькій битві козаки та селяни виявили виняткову мужність, відвагу, самопожертву та стійкість. Українці не забували принесених жертв: на місцях боїв насипалися земляні кургани, встановлювалися кам'яні хрести, які нагадували про героїчні подвиги.
Протягом віків поле Берестецької битви, о. Журавлиха — де православний люд під хрестом складав знайдені козацькі черепи та кості — притягували до себе нащадків славних козаків. Це місце стали називати Козацькими Могилами.
Починаючи з першої половини 19 століття, маємо незаперечні історичні джерела про народні відвідини Козацьких Могил з метою віддати шану і вклонитися пам'яті героїчним предкам, які тут смертю долали смерть. Тарас Шевченко, Микола Костомаров, Олена Пчілка, Леся Українка — цвіт української нації — перші прочани на Козацьких Могилах.
За часів російської та польської влади, ці пошанування не були масовими, бо правлячі уряди або не звертали на них належної уваги, або просто не допускали проявів українського патріотизму.
Багато вчених, починаючи з середини 19 століття, вивчали феномен національного пантеону під Берестечком:  Микола Костомаров,  Іван Крип'якевич,  Володимир Грабовецький, Михайло Грушевський,  Іван Огієнко,  Ігор Свєшніков та ін.

## Історія монастиря
Через 257 р. царський уряд Росії звернув свою увагу на Козацькі Могили. У червні 1908 р. на о. Журавлиха відбулося перше офіційне вшанування пам'яті козаків. Тоді ж виникла ідея побудови храму-пам'ятника на цьому місці, щоб зібрати тут останки тисяч безіменних героїв.
Ініціатором проведення хресних ходів та будівництва на Козацьких Могилах виступив насельник Почаївської Лаври архімандрит Віталій (Максименко), який був запеклим монархістом. Та все ж таки у його серці ще жевріла любов до рідної землі, пам'ять про її героїв.
На всю країну було оголошено про збір коштів на будівництво. Кошти давали всі — бідні селяни, багаті купці, підприємці і, навіть, цар.
З 1909 р., у 9-у П'ятницю після Великодня, відбулися перші велелюдні хресні ходи до о. Журавлиха, які стали традиційними. У них брали участь тисячі віруючих під керівництвом сотень духовних осіб.
В цьому ж році було придбано землю поблизу Козацьких Могил, а о. Журавлиху його власниця — графиня Ганна Граббе — віддала безкоштовно. Приклад пожертви на Козацькі Могили дав імператор Микола ІІ, якому наслідували князь В. В. Волконський, купець І. О. Колєсніков, Єрусалимський патріарх Даміан, купці та мануфактурники Москви, кубанські та донські козаки. Але найбільшим внеском у будівництво храму-пам'ятника на Козацьких Могилах був внесок волинського селянства, яке і фінансово, і власною працею спричинилося до побудови величного, монументального пам'ятника загиблим козакам.
На Журавлисі збудували дерев'яну Троїцьку каплицю, куди зносили знайдені кістки та черепи для тимчасового зберігання. Каплицю освятив 28 травня 1909 р. кременецький єпископ Нікон. У ній же відбулися перші масові богослужіння у 9-у П'ятницю 1909 р.
У 1910 р. було виконано проект храму-пам'ятника студентом Санкт-Петербурзької академії архітектури Володимиром Максимовим — учнем О. Щусєва. А 17-18 червня 1910 р., при багатотисячній кількості православного народу, відбулося освячення місця під будівництво храму святого великомученика Георгія Побідоносця та закладення першого каменю, яке здійснив Волинський архієпископ Антоній (Храповицький).
Будівельними роботами з весни 1912 р. керував волинський єпархіальний архітектор Володимир Леонтович, який відстояв в ансамблі Козацьких Могил український козацький стиль і запросив для розпису храму-пам'ятника відомого художника Івана Їжакевича.
З 1909 р. на Козацьких Могилах несли послух перші ченці з Почаївської Лаври. Але думка про постійну чернечу молитву та заснування монастиря-скиту виникла вже при будівництві козацької усипальниці у 1912 р. Першим вніс таку ідею архітектор Леонтович, запропонувавши заснувати обитель разом із дитячим притулком, щоб братія могла доглядати за усипальницею і музеєм, виховуючи молоде покоління. Для проведення богослужінь у зимовий час на о. Журавлиха у 1912 р. перенесли старовинну козацьку Михайлівську церкву (XVII ст.) з с. Острів і з'єднали її з новим храмом підземним переходом.
Водночас з будівництвом Козацьких Могил, велося наукове дослідження території поля Берестецької битви, з метою якнайбільше зібрати пам'яток для майбутнього запланованого історичного музею. На жаль, більшість знайдених експонатів була втрачена під час австрійської окупації й у 1915 р. вивезена до Австрії (у тому числі історичні хоругви Богдана Хмельницького, що були подаровані Козацьким Могилам полком Донських козаків при освячені храму).
На кінець весни 1914 р. майже всі заплановані роботи на о. Журавлиха було закінчено. Було збудовано трьохпрестольний Георгіївський собор, двоповерхове приміщення для проживання братії (з трапезною та архієрейськими покоями), готель, мур з західного боку, будинок для дитячого притулку. Художник І. Їжакевич, який розписував головний фасад храму (зовнішній іконостас), також намалював 11 картин на козацьку тематику, які знаходилися в нішах мурованої стіни (були вивезені до Австрії).
У 9-у П'ятницю після Пасхи, 2 червня 1914 р., відбулося урочисте освячення комплексу Козацьких Могил із заснованим тут монастирем-скитом, яке звершив єпископ Кременецький Діонісій (Валединський). Скит було приписано до Почаївської Лаври.
Після освячення хрестів, освятили та підвісили на тимчасову дзвіницю привезений з Москви велетенський 14-тонний дзвін, язик якого важив 400 кг (дзвін був знищений у Першу світові війну).
Під час Першої світової війни монастир терпеливо зносив усі труднощі лихоліть. Біля Георгіївського храму були поховані три донських козаки, які загинули в боях поблизу Радивилова, та тридцять російських солдат, які загинули під час звільнення Берестечка. У 1920 р. польські легіонери, підозрюючи братію монастиря в симпатіях до Червоної Армії, багнетами вбили двох ченців, яких поховано перед собором.
У 1921 р. на Козацьких Могилах декілька місяців розміщувався жіночий Миколаївський монастир з м. Дубно, а братія була відселена до Почаєва.
За часів Польщі начальником обителі був ієромонах Антоній (Ляшук), який довгий час (1923-31, 1954-58 рр.) залишався її керівником та наставником братії, дослужившись до сану архімандрита. У ті часи на о. Журавлиха діяв дитячий притулок, в якому проживали діти-сироти під опікою ченців.
У 1940-х рр. настоятелем монастиря був архімандрит Мелетій (Надашкевич). У 20-40-х рр. ХХ ст. ченців та послушників у монастирі було до 30 чоловік. Братія молилася, працювала, розбудовувала святу обитель. Монастир пережив і польську, і радянську владу, і Другу світову війну. Після війни радянська система все більше утискала обитель і наближалися тяжкі часи. Згідно з рішенням синоду Російської Православної Церкви від 4 червня 1954 р. монастир-скит було ліквідовано і на Козацьких Могилах була створена парафія, яку обслуговували ченці.
Незважаючи на усі труднощі, ченці не полишала своєї праці. У 1957-58 рр., стараннями архімандрита Антонія, були зроблені розписи Георгіївського храму (худ. О. Корецький і П. Трохимлюк), відремонтовано всі споруди монастиря. Але у 1958 р. ченців з Пляшевої було насильно вивезено, парафію з часом ліквідували і молитва на Козацьких Могилах завмерла. 
Насельник монастиря — ієродиякон Севастіан (Пилипчук), духовно зростаючи, став архімандритом — намісником Почаївської Лаври (1953-62), а з 1977 р. — єпископом Кіровоградським і Миколаївським.
З часу закриття обителі в ній було колгоспне господарство, ферма, пізніше — лікарня. А у вересні 1965 р., заради збереження святині, українська інтелігенція добилися від уряду створення тут музею, завдячуючи якому, багато що було збережено на Козацьких Могилах. Експозиція та дирекція музею розмістилися в колишньому двоповерховому монастирському будинку (з 1991 р. — державний історико-меморіальний заповідник «Поле Берестецької битви»).
У кінці 80-х рр. ХХ ст. постало питання про відродження молитви на цьому святому місці і з 1990 р. у Георгіївському соборі почали молитися парафіяни с. Пляшева.
Великим проявом свобідної волі українців стало відзначення 340-ї річниці Берестецької битви у червні 1991 р., коли вклонитися козакам прибув Святійший Патріарх Київський Мстислав (Скрипник). Більше півмільйона прочан побувало у ті дні на Козацьких Могилах.

## Відродження монастиря у 2000-х
Чернеча молитва над козацькими кістками відновилася у липні 2002 р. з відродженням на Козацьких Могилах Свято-Георгіївської обителі. Благословив відкриття монастиря Високопреосвященнійший архієпископ (пізніше — митрополит) Рівненський і Острозький Даниїл (2005 р.). 
Першим намісником обителі у 2002-2011 роках був архимандрит Олексій (Мензатюк), випускник Київської духовної академії, кандидат богослов'я. Архімандрит Олексій прийняв чернечий постриг 10 квітня 1997 р. у Києво-Михайлівському Золотоверхому монастирі, де започаткував відродження чернецтва. 
2 липня 2002 р. архиєпископом Рівненським і Острозьким Даниїлом призначений намісником Свято-Георгіївського чоловічого монастиря с. Пляшева (Козацькі Могили), а далі, 10 квітня 2003 р., у зв’язку із затвердженням Священним Синодом УПЦ Київського Патріархату ієромонаха Олексія (Мензатюка) намісником Свято-Георгіївського чоловічого монастиря с. Пляшева (Козацькі Могили), його було возведено в сан ігумена з покладанням хреста з прикрасами. Возведення в сан ігумена та покладання хреста з прикрасами, з благословення Святійшого Патріарха Філарета, було звершено у Свято-Георгіївському соборі чоловічого монастиря с. Пляшева (Козацькі Могили) Високопреосвященнійшим архиєпископом Рівненським і Острозьким Даниїлом. 
Першим благочинним обителі, паралельно з архимандритом Олексієм у 2002-2012 роках служив ігумен Никон (в миру – Гайдай Олександр Анатолійович), народився 11 липня 1972 р. у м. Слов’янськ Донецької області. Також відомий, як редактор газети «Дзвін із Козацьких Могил».
3 червня 2012 року частина братії обителі, а саме: архимандрит Олексій (Мензатюк) та ігумен Никон (Гайдай), ігумен Григорій (Нерета) та послушник Василь Старжинський змушені була вийти за штат Рівненської єпархії УПЦ КП та покинути Георгіївський монастир. 
Надалі настоятелями монастиря служили: архімандрит Митрофан (Бутинський) - у 2012-2013 роках, ігумен Софроній (Бордюк) - з 2013 року.
Ігумен Софроній (в миру Бордюк Володимир Миколайович) народився 15 липня 1982 року в місті Рівне.14 січня 2009 року Божого Митрополитом Рівненським і Острозьким Євсевієм у Свято-Воскресенському кафедральному соборі був рукоположений у сан диякона-целібата. Пізніше зарахований до братії Свято-Георгіївського монастиря на Козацьких Могилах та призначений штатним дияконом цієї обителі. 28 березня 2009 року Божого, з благословення Митрополита Рівненського і Острозького Євсевія, архімандритом Олексієм (Мензатюком) намісником Свято-Георгіївського чоловічого монастиря був пострижений у чернецтво.
До 15 липня 2013 року ніс послух штатного священика Свято-Варваринського монастиря м. Дубно. Пізніше призначений благочинним Свято-Георгіївського монастиря. Відповідно до рішення Священного Синоду УПЦ КП від 27 липня 2013 року (журнал №35) призначений намісником Свято-Георгіївського монастиря на Козацьких Могилах.
Ігумен Софроній (Бордюк) сформував довкола себе нову потужну команду. До братії монастиря з 2013 року увійшли прот. Олег Савчук, монах Гліб (Безушкевич), а також економ обителі - ієромонах Онуфрій (в миру Ляда Тарас Богданович), 1990 року народження. 
Останнього, через його переведення на настоятельство до Гурбівського монастиря, у 2015 році замінив ієромонах Даниїл (Шишканинець).
Вшанування пам'яті полеглих козаків останніми роками відзначається урочистими богослужіннями, які традиційно очолює Святійший Патріарх Філарет і в яких беруть участь десятки архієреїв, сотні священиків, десятки тисяч прочан.
Братія відродженого монастиря відбудовує святу обитель, веде власне господарство, займається місіонерською діяльністю, випускає власну газету. В монастирі регулярно несуть послух вихованці Рівненської духовної семінарії.
Поруч з монастирем у 2003—2005 рр. було облаштовано господарче подвір'я.

## Храми монастиря
Георгіївський собор – головний храм чоловічого монастиря та центральна споруда духовно-меморіального комплексу на Козацьких Могилах – розтошований у самому центрі острова Журавлиха на штучно насипаному підвищенні. Збудовано собор у 1910 – 1914 р.р. за проектом архітектора В.М. Максимова (1882 – 1942) – учня відомого архітектора О.В. Щусєва. Виконання робіт керував волинський єпархіальний архітектор В.Г. Леонтович.
Борисоглібський храм, який знаходиться на хорах головного монастирського Георгіївського собору, був освячений, як і весь духовно-меморіальний комплекс, єпископом Діонісієм (Валединським) у 1914 р. Своїми перехідними галереями храм з’єднується з правим та лівим клірусами. Оригінальним та неповторним є інтер’єр приділу, до якого ведуть масивно кам’яні сходи з двох боків.
Параскевський храм – цей «теплий» монастирський храм знаходиться в підземній частині Георгіївського собору, саме з нього у червні 1910 р. почалося будівництво храму-усипальниці. У 1911 р. збудований храм освятив архієпископ Антоній (Храповицький). У день освячення в усипальницю, яка вже була підготовлена з західного боку Параскевського храму, офіцери 12-го Донського козачого полку встановили домовину з останками героїв – козаків.
Михайлівський храм – пам’ятка української  дерев’яної  архітектури середини XVII ст. Козацька Михайлівська церква – була перенесина з сусіднього села Острів на Козацькі Могили у червні 1912 р., де її відбудували та реконструювали у первісному вигляді. Храм  дерев’яний, трьохкупольний, зрубний, що є традиційним для архітектурних формах дерев’яних храмів Волині  XVII ст.

## Додаткові джерела інформації
- Державний заповідник "Поле Берестецької битви" [Архівовано 28 листопада 2020 у Wayback Machine.]